# A Dresden lövetése
A Dresden lövetése (német: Beschießung der Dresden; angol: Battle of Más a Tierra) egy 1914. március 14-én lezajlott első világháborús incidens volt a chilei Juan Fernandez-szigetekhez tartozó Más a Tierra (mai nevén Robinson Crusoe-sziget) vizein a Csendes-óceánon. Ennek során az internálását kérvényező német Dresden könnyűcirkálót megtámadták az őt kereső brit cirkálók. A védekezésül pár lövést leadó könnyűcirkálót személyzete a kilátástalannak ítélt helyzetben elsüllyesztette.
A Kelet-ázsiai Hajórajhoz a háború elején csatlakozó Dresden volt az utolsó távoli vizeken tevékenykedő német cirkáló. A falklandi csatát egyedüli német hadihajóként túlélő könnyűcirkáló hónapokon át rejtőzött a jórészt feltérképezetlen tűzföldi szigetek között és puszta jelenlétével hónapokon át fenyegette és jelentősen megbénította a Magellán-szoros hajóforgalmát, ami révén jelentős ismertségre tett szert. Elsüllyedését követően a felszíni hajók közül már csak a segédcirkálók (felfegyverzett kereskedelmi hajók) veszélyeztették az antanthatalmak hajóforgalmát az óceánokon. Az eset nagy felháborodást keltett Németországban a nemzetközi jog britek általi súlyos megsértése miatt és a bűnösök felelősségre vonását követelték, amire azonban a háború után sem került sor.

## Előzmények
Az 1914. decemberi falklandi csatát egyedüli német hadihajóként túlélő Dresden könnyűcirkáló Dél-Amerika erősen tagolt, sok helyütt még feltérképezetlen partvidékén a szigetek között rejtőzött el az őt hónapokon át kereső brit, ausztrál és japán hajórajok elől. A cirkáló ellátóhajók szállítmányaira támaszkodva próbálta folytatni a kereskedelmi háborút a térségben. E vállalkozások csak csekély eredményekkel jártak, de jelentős ellenséges erőket kötött le.
Végül Lüdecke sorhajókapitány úgy döntött, hogy az Indiai-óceánra hajózik át és ott intéz támadásokat az antant hajóforgalma ellen. A Csendes-óceánon hajózó Dresden a déli szélesség 37° és nyugati hosszúság 80° koordinátára (a Juan Fernandez-szigetektől kb. 300 km-re délre) kérte a következő szénszállítmányt március 5-re. A cirkáló után kutató brit hadihajók elfogták a német hajók rádióüzeneteit és Charles Stewart jelzőtisztnek (signals officer) sikerült megfejtenie azokat.
A szénszállító nem jelent meg a megadott időpontban. A kért koordinátán tovább várakozó Dresden március 8-án a ködben sodródott, mikor az őrszemek észlelték a szintén leállított hajtóművű Kent brit cirkálót 15 tengeri mérföld (28 km) távolságban. Mindkét cirkáló azonnal felfűtötte a kazánjait és a Dresden megpróbált elmenekülni a jóval nagyobb tűzerővel rendelkező ellenség elől. Az üldözés során a Kent 24,5 csomós sebességet is elért, de ez nem volt elegendő a (brit tervezésű) Parsons-turbinákkal felszerelt Dresden utoléréséhez. Öt órás hajszát követően a német cirkálónak végül sikerült a sötétedésnek köszönhetően leráznia üldözőjét és Más a Tierra szigetéhez hajózott, ahol másnap reggel 08:30-kor a Cumberland-öbölben horgonyt vetett. A horgonyzóhelye csak 500 méterre volt San Juan Bautista falutól, a sziget egyetlen településétől, melyben 20 halász és családtagjaik laktak.
A nagy igénybevétel elapasztotta a szénkészletét és túlerőltette a már amúgy is javítást igénylő gépeit. A 80 tonnányi megmaradt szénmennyiség már csak 10 órányi hajózást, avagy 10 napi áramellátást tett volna lehetővé. Lüdecke megítélése szerint hajója már nem volt alkalmas hadműveletek végrehajtására és megóvása érdekében internáltatni szerette volna, amihez kikérte az Admiralstab hozzájárulását. Ehhez az éjszaka folyamán megkapta a császártól az engedélyt és a szándékáról értesítette a helyi chilei hatóságot. A kikötő parancsnoka, aki a chilei haditengerészet tagja volt, belátta, hogy a hajó innen már nem fog tudni továbbmenni, két nappal érkezése után elfogadta a kérvényezést. Mivel az internáláshoz sem jogi felhatalmazása, sem a szükséges eszközei nem voltak, március 12-én egy vitorlást indított útnak Valparaisóba Lüdecke kérésének közvetítésére.

## A „csata”
1915. március 14-én 08:00 körül a Dresden gőzhajtású csónakját (Dampfpinaß) másodszorra küldték ki a Cumberland-öböl elé felderítési célzattal, miután erős ellenséges rádiójeleket fogtak. Fél óra múlva észlelték a keleti irányból 9 km-re lévő, közeledő Glasgow könnyűcirkálót és a mögötte haladó Orama segédcirkálót. A csónakból röviddel később észlelték ellentétes irányban a Kent páncélos cirkálót 4500 méter távolságban és ekkor visszaindultak a Dresdenhez. A Glasgow és a Kent a Dresden horgonyzóhelye felé vette az irányt, melynek középső fedélzetén a legénysége felsorakozott azt várva, hogy a brit cirkálók is horgonyt vessenek és a sziget kikötőparancsnokával közösen tárgyalják meg a helyzetet. A Glasgow azonban 8500 m távolságból tüzet nyitott a Dresdenre és röviddel rá a Kent is csatlakozott hozzá 3600 m távolságból. Az első brit sortüzek után a német legénységet a harcálláspontjára rendelték és a tüzérei a közelebb lévő Kent tüzét viszonozták. A német cirkáló helyzetéből fakadóan csak az egyik oldalon lévő lövegeit használhatta. Az egyoldalú harc 09:10-kor vette kezdetét és a Dresden hátsó lövegei és a tűzvezetési rendszer rövid időn belül harcképtelenné váltak az elszenvedett találatok következtében, a II. számú lőszerraktárt el kellett árasztani robbanásveszély miatt és a lőszerfelvonók is tönkrementek. A Dresden vízvonal alatti része (Freibord) a csekély mennyiségű készletek miatt oly mértékben kilátszott, hogy már a hajótest vékonyabb része is kilátszott. Az egyik gránát az itt lévő csekély páncélzat alatt, de már vízfelszín felett található torpedókamra falán érte a bal oldalon. Ekkor döntött úgy Lüdecke, hogy elsüllyeszti a hajóját, nehogy az az ellenség kezére jusson.
Az önelsüllyesztéshez hogy időt nyerjen, Lüdecke tárgyalót küldött a britekhez. Felhúzatta a fehér zászlót és a „tárgyalót küldök” jelzést, majd a legénység egy kisebb részével hozzálátott az önelsüllyesztés előkészítéséhez. Miközben a legénység java – egy részük úszva – a partra menekült, addig a robbanótölteteket elhelyezték és megnyitották a fenékszelepeket. Időközben a tárgyalóként kiküldött Wilhelm Canaris tengerészfőhadnagy (Oberleutnant zur See) a csónakkal a közelebb lévő Kent felé tartott, hogy közvetítse a Dresden parancsnokának tiltakozását, mivel a német cirkáló mindenki számára egyértelműen semleges vizeken tartózkodott. Allen kapitány (Captain) a német tisztet azonban a Glasgow-hoz irányította, mondván, hogy annak parancsnoka, Luce kapitány a kötelék parancsnoka. Itt már vártak a német tárgyalóra. Miután Canaris tolmácsolta tiltakozását, Luce válaszában közölte, hogy parancsot kapott a Dresden felkutatására és megsemmisítésére bárhol is legyen, a semlegesség kérdését pedig majd a brit és chilei kormányzat szabályozza. A Dresden megsemmisítésére kapott parancsot (“Object is destruction not internment ... Press your chase.”) már 1914. december 14-én kiadta számára Sturdee tengernagy, mikor a csatacirkálóival visszaindult Angliába.
Nem sokkal azután, hogy a német csónak eltávolodott a Glasgow-tól, a német cirkáló elülső részét egy nagy robbanás rázta meg. A vélhetően robbanótöltet okozta sérülések megpecsételték a hajó sorsát. A brit leírás 10:40-re teszi a hajó süllyedésének kezdetét és eszerint 20 perc alatt merült a hullámok alá. A német beszámolók szerint valamivel később, 11:15-kor, a parton álló németek hurrá-kiáltásai és a császár éltetése mellett, felvont lobogóval merült hullámsírba. Ekkorra már az Orama egy orvosokat és szanitéceket szállító csónakot tett a vízre, mely a szárazföld felé vette az irányt. A segédcirkáló kapitánya nyilvánvalóan elsőként ismerte fel a helyzet komolyságát. A hajójuk elsüllyedése után a német legénység mindene odaveszett. Miután Lüdecke biztosítékot kért és kapott arra, hogy a sebesülteket nem fogják hadifogolyként kezelni, az Orama fedélzetére vette a súlyos sebesülteket, hogy azokat a Valparaisóban lévő német kórházba szállítsa. Ők mindannyian megérkeztek ide és egy már a kórházban elhunyt tengerészt leszámítva mind fel is épültek.

## Az incidens után
Március 18-án két chilei hadihajó, az Esmeralda és a Ministro Zenteno cirkálók érkeztek a szigethez, mire a sziget belsejébe a hadifogságtól tartva visszahúzódó német tengerészek ismét lejöttek a partra. A Dresden lövetésének 7 német halálos áldozata volt és egy embert eltűntként vettek számba. A briteknek nem voltak veszteségeik. A gránátjaiktól kárt szenvedett chilei lakosokat a Glasgow számvivőtisztje pénzben kárpótolta és a megsérült chilei Argentina vitorlás teherhajót ért károkat is pénzben térítették meg.
Az egyoldalú küzdelmet a brit sajtó – a valós körülményeket elhallgatva – jelentős tengeri győzelemként tálalta és a némileg cinikus Battle of Más a Tierra (Más a Tierra-i csata) néven említik mind a mai napig az angolszász szakirodalomban. A német cirkáló jelentősen ártott a brit haditengerészet tekintélyének és már csak ezért sem akarták futni hagyni vagy hogy internálják. A brit kormányzat szemrehányást tett Chilének, mivel – tévesen – úgy vélték, hogy a német cirkáló az ő segítségükkel volt képes folyton kijátszani az üldözőit.
Az HMS Glasgow egyik vízre tett kuttere kimenekített egy a német hajó élelmiszerkészletéhez tartozó sertést, melyet később Tirpitznek neveztek el. A disznó az angol cirkáló kabalaállata lett, a matrózok Vaskereszttel tüntették ki, mint a Dresden legtovább kitartó német tengerészét. A disznót később áthelyezték a Brit Királyi Haditengerészet portsmouthi tüzérségi iskolájába, majd 1919-ben egy jótékonysági árverésen jó pénzért eladták. Kitömött feje a londoni Imperial War Museumban máig megtekinthető.
A Németországban nagy felháborodást kiváltó esetben újabb példáját látták annak, mennyire nem tartja tiszteletben Nagy-Britannia a háború szabályait és a semleges országok jogait.

## Utólagos elemzések[9]
A süllyedő hajóról készült fényképek tanúsága szerint a hajót nem érték jelentősebb károk: a kéményei és a két árboca a helyén volt, csak a hajó tatjánál észlelni némi füstöt. A hajó sérülései valószerűtlenül csekélyek ahhoz képest, hogy több ellenséges cirkáló is közelről tűz alatt tartotta hosszabb ideig. Az elesettek és sérültek száma is elmarad az ilyen esetben várhatótól.
James Delgado és Dr. Willi Kramer e rejtély megoldásához a part menti sziklákba csapódó lövedékek röppályájának vizsgálatából vont le következtetéseket. A Cumberland-öbölben csak két helyen található több becsapódás is, az öböl két végpontján. A lövedékek a puha vulkanikus kőzetbe ágyazódtak be méteres lyukakat vágva beléjük. Érdekes módon ezek 152 mm-es lövedékek mind a mai napig láthatók az üregekben. A kutatók a chilei haditengerészet segítségével kiszámolták a lövedékek röppályáját. Az eredmények azt mutatták, hogy a becsapódási helyek a félkör alakú öböl két ellentétes oldalán találhatók és a cirkáló a két végpont (a lövések leadásának helye) között foglalt helyet, ami azt bizonyítja, hogy legalább az egyik brit cirkálónak 200 méterre meg kellett közelítenie a német cirkálót. Erről azonban sem a német, sem a brit források nem tesznek említést.
A becsapódásoknál megfigyelhető, hogy azok párosával, egymástól 3 méterre érték a sziklákat, ami arra utal, hogy azokat két löveggel rendelkező lövegtoronyból adták le a lövéseket. Ebből kizárásos alapon meg lehetett állapítani, hogy a Kent cirkálóról volt szó, mivel csak ez az egy brit egység rendelkezett ilyen lövegtornyokkal. Ebből az a következtetés vonható le, hogy egy későbbi időpontban a Kent behatolt az öbölbe és addig nem nyitott tüzet, míg a Dresdentől északra-nyugatra nem ért. Több lövés leadása után nagy ívben megkerülte azt és délkeleti irányból ismét tüzet nyitott rá. A Dresdent ekkor már nyilvánvalóan nem védelmezte senki és a Kent ezért merészkedhetett hozzá ilyen közel és ezért szorítkozhatott kizárólag erre a két optimális pozícióra a lövetéshez, ami Chile semlegességének újabb megsértése volt, hiszen már a felségvizeken adta le a lövéseket.
Az ilyen közelről leadott sortüzeknek megsemmisítő erejűeknek kellett volna lenniük. A hatás elmaradására szintén a falba vájt üregek adhatnak magyarázatot: a gránátoknak normális esetben fel kellett volna robbanniuk a becsapódáskor. A Glasgow fedélzetéről készített fényképen a Dresden oldalán számos kerek bemeneti nyílás látható. Steve Gowern, a Western Australia Museum munkatársának és a brit lövedékek szakértőjének véleménye szerint az ilyen esetekben megfigyelhető rombolással járó bementi nyílás azért nem jött létre, mert az itt felhasznált gránátok közül egyik sem orrgyújtóval volt ellátva, hanem kizárólag fenékgyújtóval, melyek csak akkor robbantak volna, ha már egy vastagabb páncéllemezen áthatoltak. A Dresden hajótestét azonban nem borította páncélzat.
Lüdecke sorhajókapitány ezt nem említette a jelentésében, vélhetőleg azért nem, mert így felelősségre vonhatták volna azért, amiért idő előtt elhagyta a hajóját, holott az még a pontatlanabbul és kevésbé effektív lövedékekkel tüzelő ellenséggel szemben jó eséllyel felvehette volna a harcot. A Kent akciójáról a brit források is hallgatnak, mivel nem akarták nyilvánosságra hozni azt, hogy a világtengereket uraló brit hajóhad egységeit elégtelen minőségű lövedékekkel látták el.
Egyes feltételezések szerint lehetséges az is, hogy a Kent egyik lövedéke robbantotta fel a Dresden elülső lőszerkamráját e késői bombázás során, még mielőtt a németek által elhelyezett töltetek robbantak volna.

## Következmények
A Dresdennel az utolsó valódi hadihajó is megsemmisült, mellyel a németek még a távoli vizeken rendelkeztek. A Csendes-óceán térségében már csak néhány elszigetelten tevékenykedő egység maradt, mint például a Seeadler és a Wolf. Mivel Más a Tierra Chiléhez tartozott, a német konzulátus tiltakozott a nemzetközi jog britek általi megsértése miatt. A sebesült német tengerészeket Valparaisóba szállították, ahol egyikük kórházban elhunyt az elszenvedett sebesülései következtében. A 315 főnyi szigeten maradt legénységet a chileiek Quirquina szigetén internálták, ahol egészen 1919 októberéig maradniuk kellett. Egy részük azonban sikeres szökést hajtott végre és még a háború alatt visszatért Németországba. Wilhelm Canaris egymaga külön szökött meg 1915 augusztusában és tért haza. Néhányan az internáltak közül azonban a maradás mellett döntöttek és a helyi német közösségeknél találtak új otthonra.

## További olvasmányok
- German Light Cruiser Dresden. www.battleships-cruisers.co.uk. (Hozzáférés: 2010. március 14.)